# Jean-Ange Porro
Jean-Ange Porro (Barlassina, 1451 - Milan, 1505) est un religieux italien de l'ordre des Servites de Marie vénéré comme bienheureux par l'Église catholique.

## Biographie
Il naît en 1451 à Barlassina dans le duché de Milan. À 18 ans, il entre au couvent des servites de Marie de Milan où il entame son noviciat et fait sa profession religieuse. En 1474, il est envoyé au couvent de l'Annunziata de Florence où il poursuit ses études et devient prêtre.
En 1477, il se rend à l'abbaye de Monte Senario, lieu de fondation de son ordre, pour y vivre en ermite car il a un attrait particulier pour le silence et la prière. Il retourne à Florence de 1484 à 1487 pour la formation des jeunes novices. Il est nommé prieur de l'ermitage de Monte Senario en 1487 puis prieur de l'ermitage de Santa Maria delle Grazie de Chianti.
Sa réputation de sainteté se répandant dans la population de Florence et des environs, il préfère se rendre en Lombardie où il n'est pas connu. Il est tout de même nommé prieur du couvent de Milan. Il se rend compte que la jeunesse manque d'instruction religieuse et parcourt les rues pour enseigner le catéchisme aux enfants. Il meurt à Milan le 23 octobre 1505 à l'âge de 54 ans.

## Culte
Il est immédiatement l'objet d'une vénération populaire et son nom se retrouve déjà en 1511 dans les catalogues des bienheureux et saints de son ordre. Son culte est approuvé par le pape Clément XII le 15 juillet 1737 avec sa fête fixée le 23 octobre. Son corps est maintenant conservé dans la basilique de San Carlo al Corso (it), au même endroit où se trouvait l'ancien couvent des servites.